# オール・ナイト・ロング (ライオネル・リッチーのアルバム)
オール・ナイト・ロング（原題：Can't Slow Down）は、1983年10月11日に発売されたライオネル・リッチーの2枚目のアルバムである。

## 概要
全米、全英、全豪のアルバム・チャートで1位を獲得。1985年の第27回グラミー賞で最優秀アルバム賞を受賞している。
アメリカでは"Hello"と"All Night Long (All Night)"の2曲がシングルカットされ、いずれも全米1位を記録している。
原題は1曲目の曲名でもある"Can't Slow Down"であるが、日本ではシングルカットされた"All Night Long (All Night)"の邦題である「オール・ナイト・ロング」がアルバムタイトルとされた。
2003年には、収録曲の別バージョン、デモバージョン、未発表曲など16曲を追加収録したデラックス・エディションが発売されている。

## 曲目
| #  | タイトル                                                 | 作詞 | 作曲・編曲 |
| -- | -------------------------------------------------------- | ---- | ---------- |
| 1. | 「キャント・スロー・ダウン」(Can't Slow Down)            |      |            |
| 2. | 「オール・ナイト・ロング」(All Night Long (All Night))   |      |            |
| 3. | 「ペニー・ラヴァー」(Penny Lover)                        |      |            |
| 4. | 「スタック・オン・ユー」(Stuck on You)                   |      |            |
| 5. | 「愛はまどろみ」(Love Will Find A Way)                   |      |            |
| 6. | 「オンリー・ワン」(The Only One)                         |      |            |
| 7. | 「ラニング・ウイズ・ザ・ナイト」(Running with the Night) |      |            |
| 8. | 「ハロー」(Hello)                                        |      |            |